# La Haye-du-Puits
La Haye-du-Puits [la ɛ dy pɥi] ist eine Ortschaft und eine ehemalige französische Gemeinde mit 1.478 Einwohnern (Stand 1. Januar 2022) im Département Manche in der Region Normandie. Sie gehörte zum Arrondissement Coutances und zum Kanton Créances. Die Einwohner werden Haytillons genannt.
Mit Wirkung vom 1. Januar 2016 wurden die früheren Gemeinden Baudreville, Bolleville, Glatigny, La Haye-du-Puits, Mobecq, Montgardon, Saint-Rémy-des-Landes, Saint-Symphorien-le-Valois und Surville zur Commune nouvelle La Haye zusammengelegt und haben dort den Status einer Commune déléguée. Der Verwaltungssitz befindet sich im Ort La Haye-du-Puits.

## Geographie
La Haye-du-Puits liegt auf der Halbinsel Cotentin im Regionalen Naturpark Marais du Cotentin et du Bessin und etwa 35 Kilometer südlich von Cherbourg-Octeville am Fluss Vavasseur.

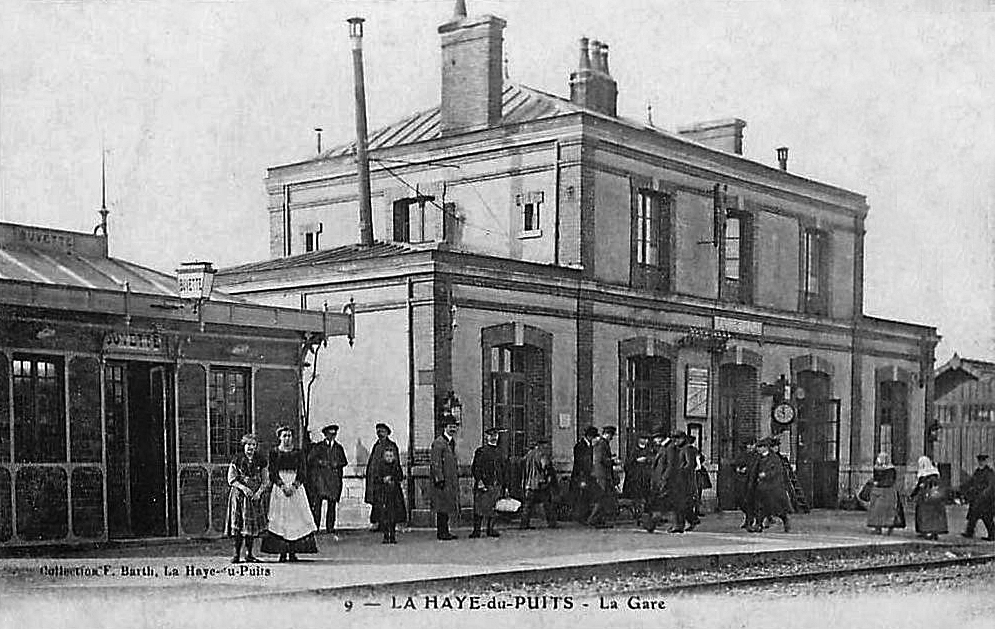
Bahnhof La Haye-du-Puits um 1900

Durch das Gebiet führen die früheren Nationalstraßen N 800 (heutige Departementsstraße D 900) und N 803 (heutige D 903).

## Geschichte
Im Zweiten Weltkrieg wurde La Haye-du-Puits am 9. Juli 1944 von der deutschen Besatzung befreit.
La Haye-du-Puits hatte einen Bahnhof an der Bahnstrecke Carentan–Carteret, der am 1. Juli 1889 von der Compagnie des chemins de fer de l’Ouest eröffnet wurde. Zunächst war er Endpunkt der von Carteret kommenden Strecke, die am 8. Juli 1894 bis Carentan verlängert und dort an die Bahnstrecke Mantes-la-Jolie–Cherbourg angeschlossen wurde. Im Sommer 1976 fuhr der letzte Personenzug, am 27. Mai 1979 endete im Bahnhof La Haye-du-Puits auch der Güterverkehr.

## Bevölkerungsentwicklung
| Jahr                       | 1962 | 1968 | 1975 | 1982 | 1990 | 1999 | 2006 | 2012 |
| Einwohner                  | 1637 | 1632 | 1714 | 1779 | 1912 | 1882 | 1778 | 1596 |
| Quellen: Cassini und INSEE |      |      |      |      |      |      |      |      |

## Sehenswürdigkeiten
- Kirche Saint-Jean aus dem 19. Jahrhundert, Monument historique
- Donjon und Reste der früheren Burganlage von La Haye-du-Puits aus dem 11. Jahrhundert, Monument historique

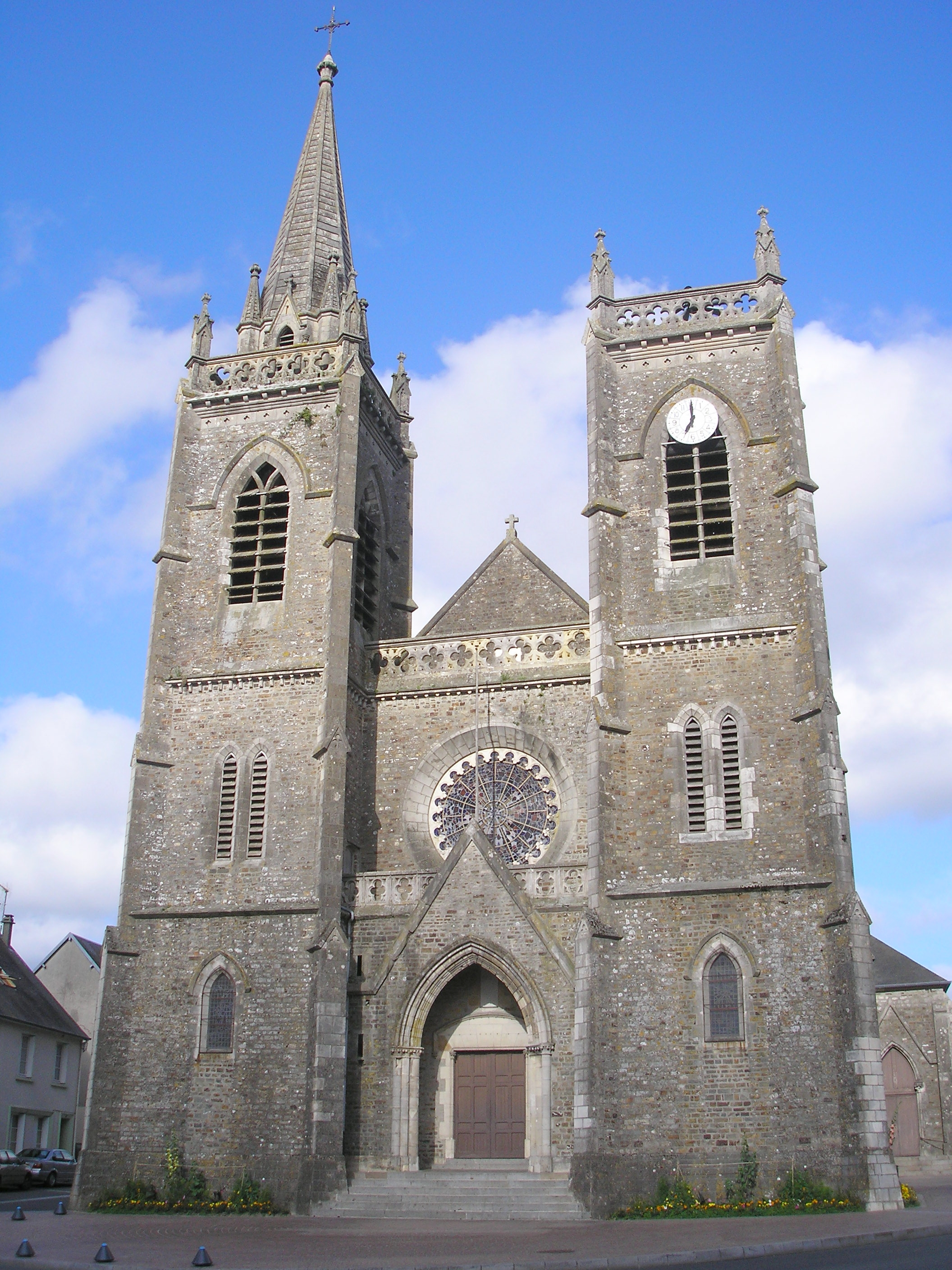
Kirche Saint-Jean
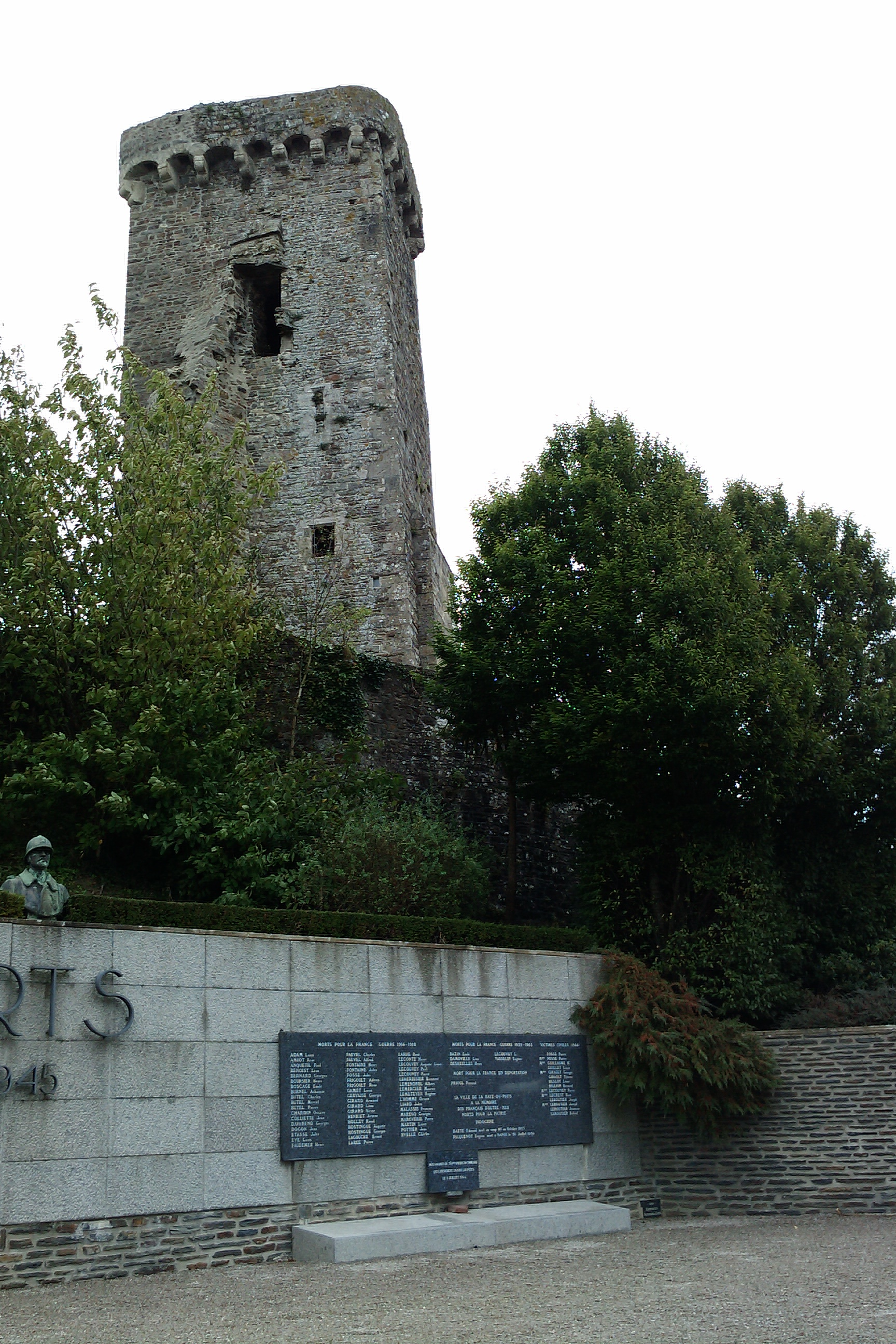
Donjon und Reste der Burg
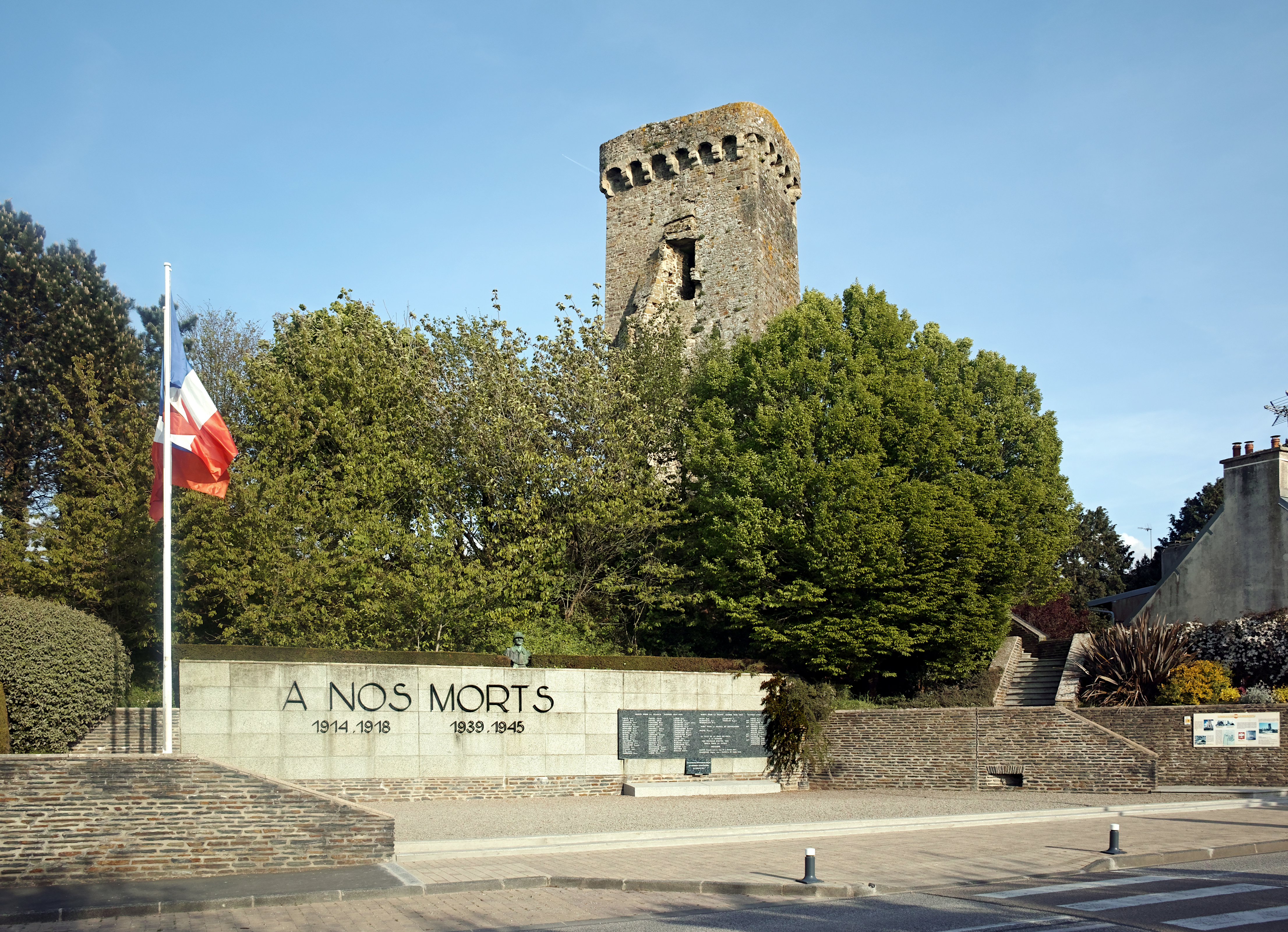
Gefallenendenkmal

## Gemeindepartnerschaft
Mit der deutschen Gemeinde Schwanstetten in Mittelfranken (Bayern) besteht seit 1988 eine Partnerschaft.

## Belege
1. ↑  Erlass der Präfektur Arrêté No. ASJ/18-2015 über die Bildung der Commune nouvelle La Haye vom 20. November 2015.
2. ↑  Redaktion: Opération « Overlord ». In: Michel Lefevre, Gaïdz Minassian, Yann Plougastel (Hrsg.): Résistants : Missak Manouchian et sa compagne Mélinée entrent au Panthéon. Historiens et descendants racontent l’engagement des combattants étrangers (= Le Monde, Hors-série). Paris 2024, ISBN 978-2-36804-160-4, S. 68 f. (Karte).